# Église Katoghiké d'Erevan
L'église Katoghiké (en français : Sainte-Mère-de-Dieu, en arménien : Կաթողիկե Սուրբ Աստվածածին եկեղեցի) est une petite église située dans le Kentron d'Erevan en Arménie. 
Elle a été construite au XIIIe siècle et est une des églises plus anciennes de la ville. Elle est à présent intégrée dans le groupe ecclésial de l'église Sainte-Anne d'Erevan.

## Évocation
- Michel Gardère évoque l'église dans Mille milliards de pas[2].